# فیدر ایرلاینز
فیدر ایرلاینز (به انگلیسی: Feeder Airlines) یک شرکت هواپیمایی است که در تاریخ ۲۰۰۷ میلادی تأسیس شده است. دفتر مرکزی فیدر ایرلاینز در جوبا، سودان جنوبی واقع شده‌است و قطب این شرکت هواپیمایی در فرودگاه جوبا قرار دارد و به ۶ مقصد، پرواز مستقیم انجام می‌دهد.